# Stephanie Beard
Pour les articles homonymes, voir Beard.
Stephanie Lyn Beard, plus connue sous le nom Sugar Lyn Beard, est une actrice canadienne, née le 27 août 1981 à Scarborough (Canada).

## Jeunesse
Beard est née à Scarborough, en Ontario, au Canada. Son personnage, Suga BayBee, figurait également dans l'émission matinale Mad Dog and Billie, autrefois diffusée sur la station de radio torontoise KISS 92.5,. Le personnage à la voix grinçante de Beard a commencé à apparaître sur KISS alors qu'elle avait 19 ans et travaillait comme vendeuse.

## Carrière
En 2000, sa voix était surtout connue pour avoir été celle de Sailor Mini Moon dans l'adaptation de Sailor Moon par Cloverway. De juin 2001 au 26 janvier 2007, Beard a animé et produit The Zone, une série de courts segments interstitiels diffusés entre les émissions régulières en semaine sur la chaîne canadienne pour enfants YTV. Entre 2002 et 2007, la programmation était animée par Beard et Carlos Bustamante, un autre animateur de longue date de YTV qui a animé The Zone de 2002 à 2018. Elle a également animé d'autres émissions comme Sugar & Avril: A Zone Special. Elle et Bustamante ont animé une émission hebdomadaire d'une heure, Plugged In, sur le site web de Corus Entertainment, boomboxbaby.ca.
Elle a également tenu une chronique dans le journal jeunesse Brand New Planet, distribuée uniquement avec les abonnements au Toronto Star. En 2006, le Star l'a placée sur la longue liste des divertissements pour enfants lors de la création de ses listes des 10 meilleurs produits essentiellement canadiens.
Parmi ses œuvres, elle a joué le rôle de Susan dans le film 50/50 (2011) et le personnage de Fiona dans deux épisodes de la saison 6 de Weeds. Elle a également incarné Krissy dans le film For a Good Time, Call... (2012) et Jeanie dans la comédie Mike and Dave Need Wedding Dates (2016).

## Filmographie

### Film
| Année | Titre                                                                           | Rôle                  | Notes |
| ----- | ------------------------------------------------------------------------------- | --------------------- | ----- |
| 2004  | Care Bears: Journey to Joke-a-lot (v.f.: Les Bisounours au royaume des Rigolos) | Wish Bear             | Voix  |
| 2005  | The Care Bears' Big Wish Movie (v.f.: À vos souhaits les Calinours!)            | Wish Bear             | Voix  |
| 2010  | True Story. Based on Things That Never Actually Happened. ...And Some That Did  | Amanda                |       |
| 2010  | Not Quite College                                                               | Jessica               |       |
| 2011  | Stag                                                                            | Mary                  |       |
| 2011  | Darla                                                                           | Loud Mouth            |       |
| 2011  | 50/50                                                                           | Susan                 |       |
| 2012  | For a Good Time, Call... (v.f.: American Sexy Phone)                            | Krissy                |       |
| 2012  | Living Loaded                                                                   | Maureen               |       |
| 2015  | Aloha (v.f.: Welcome Back)                                                      | Global One Volunteer  |       |
| 2016  | Mike and Dave Need Wedding Dates (v.f.: Hors contrôle)                          | Jeanie                |       |
| 2016  | Sausage Party                                                                   | Baby Carrots, Cookies | Voix  |
| 2017  | Captain Underpants: The First Epic Movie (v.f.: Capitaine Superslip)            | Goodie Two-Shoes Girl | Voix  |
| 2017  | The Disaster Artist                                                             | Actress No. 2         |       |
| 2017  | Palm Swings                                                                     | Allison Hughes        |       |
| 2018  | Game Over, Man!                                                                 | Herself               |       |
| 2018  | The Package (v.f.: Le Paquet)                                                   | Sheryl                |       |
| 2020  | Unpregnant                                                                      | Kate                  |       |
| 2020  | Eat Wheaties!                                                                   | Carla Fisk            |       |

### Séries TV
| Année           | Titre                                                   | Rôle                                                                      | Notes                                                |
| --------------- | ------------------------------------------------------- | ------------------------------------------------------------------------- | ---------------------------------------------------- |
| 2000            | Sailor Moon                                             | Serenity "Rini" Tsukino/Sailor Mini Moon                                  | Voix, 77 épisodes (Cloverway dub)                    |
| 2000            | The Red Green Show                                      | Kelly Cook                                                                | 2 épisodes (S10E1 "Sausage Envy") (S10E6 "Survivor") |
| 2001            | Pecola                                                  | Coco                                                                      | Voix                                                 |
| 2001            | The Santa Claus Brothers                                | Luisa                                                                     | Voix                                                 |
| 2001–2007       | The Zone                                                | Elle-même                                                                 | Animatrice et productrice                            |
| 2002            | Franklin                                                | Betty Beaver                                                              | Voix, épisode : "Franklin and Betty"                 |
| 2002            | Beyblade G-Revolution                                   | Ming Ming                                                                 | Voix, 8 épisodes                                     |
| 2003            | The Save-Ums! (v.f.: Les Sauvetout)                     | Olena Octopus                                                             | Voix                                                 |
| 2003–2004       | The World of Piwi                                       | Sunny, Brooklyn                                                           | Voix                                                 |
| 2004            | Cyberchase (v.f. : Cybermatt)                           | Creech                                                                    | Voix, 4 épisodes                                     |
| 2004            | Miss Spider's Sunny Patch Friends (v.f. : Miss Spider)  | Sweetie                                                                   | Voix, épisode : "Country Bug-Kin"                    |
| 2004            | Kevin Hill                                              | Assistante du Père Noël                                                   | Voix, épisode : "Love Don't Live Here Anymore"       |
| 2005            | Atomic Betty                                            | Cadets                                                                    | Voix, 2 épisodes                                     |
| 2005–2008       | Harry and His Bucket Full of Dinosaurs                  | Nancy le Nanosaure                                                        | Voix, 7 épisodes                                     |
| 2006            | Sons of Butcher                                         | Bar Girl                                                                  | Voix, 3 épisodes                                     |
| 2006            | Captain Flamingo (v.f. : Capitaine Flamingo)            | Kirsten                                                                   | Voix                                                 |
| 2006–2009       | Di-Gata Defenders (v.f. : Di-Gata les défenseurs)       | Kara                                                                      | Voix, 34 épisodes                                    |
| 2009            | King of the Hill (v.f. : Les Rois du Texas)             | Inconnu                                                                   | Voix, épisode: "Uncool Customer"                     |
| 2009–2012       | The Amazing Spiez! (v.f. : SpieZ ! Nouvelle Génération) | Tami                                                                      | Voix, 52 épisodes                                    |
| 2010            | Weeds                                                   | Fiona                                                                     | 2 épisodes                                           |
| 2012            | The Mindy Project                                       | Claire                                                                    | Épisode: "Hiring and Firing"                         |
| 2013            | Ghost Ghirls                                            | Becky                                                                     | Épisode: "Something Borrowed, Something Boo"         |
| 2014            | Garfunkel and Oates                                     | Epiphany                                                                  | Épisode: "Rule 34"                                   |
| 2015            | You're the Worst                                        | Justine                                                                   | Épisode: "Born Dead"                                 |
| 2016, 2019      | Drunk History                                           | Catharine Fox, Elle-même/Narratrice                                       | 2 épisodes                                           |
| 2017–2018, 2023 | The Flash (V.f. : Flash)                                | Becky Sharpe / Hazard, Clifford DeVoe / Thinker (dans le corps de Hazard) | 4 épisodes                                           |
| 2022–present    | Super Wish                                              | Ronny Bobby Chandelle #4                                                  |                                                      |
| 2024            | Sausage Party: Foodtopia                                | Jeri Rice                                                                 | Voix                                                 |

### Radio
- Mad Dog and Billie on KISS 92.5 (2000–2001) – Suga BayBee